# Tekstura skały

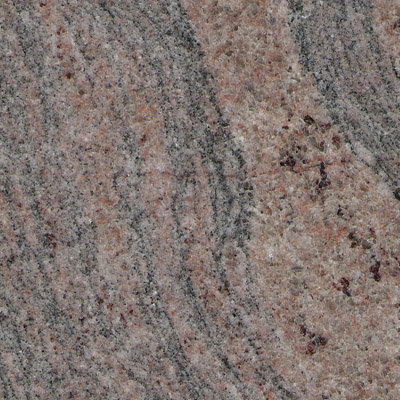
migmatyt

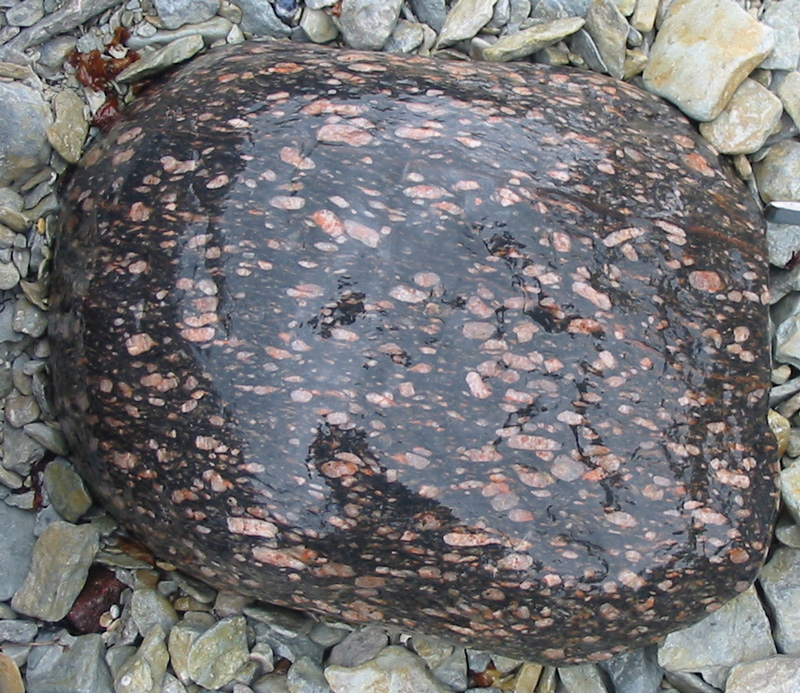
gnejs

Tekstura – sposób przestrzennego rozmieszczenia składników w skale.
Pojęcie to obejmuje uporządkowanie składników i stopień wypełnienia przez nie przestrzeni w skale.
Aby określić teksturę skały nie można poprzestać na obejrzeniu jednej powierzchni. Należy zawsze obejrzeć trzy powierzchnie, w przybliżeniu prostopadłe do siebie.
W skałach magmowych i metamorficznych określana jest przez stopień krystaliczności skały, wielkość i kształt kryształów oraz wzajemne stosunki między nimi. W skałach osadowych okruchowych teksturą określa się sposób ułożenia składników skały (np. okruchów minerałów lub skał), a w skałach okruchowych – zwięzłych, rodzaj i proporcje spoiwa do szkieletu ziarnowego.
Należy pamiętać, że w krajach anglojęzycznych (i częściowo w Polsce) pojęcie tekstura odnoszona jest do struktury skały

## Teksturyskał magmowych

### Podział ze względu na stopień uporządkowania składników
- tekstura bezładna – polega na tym, że składniki skały ułożone są i rozmieszczone w każdym miejscu skały zupełnie dowolnie (nie widać żadnej prawidłowości w ułożeniu lub rozmieszczeniu pojedynczych minerałów lub ich zespołów). Tekstura ta wskazuje, że warunki tworzenia się skały były w całej masie jednakowe oraz że nie miały znaczenia żadne czynniki porządkujące ułożenie i rozmieszczenie składników skały. Jest to najczęściej spotykana tekstura skał magmowych, szczególnie plutonicznych, często występująca również w skalach żyłowych i wulkanicznych.
- tekstury uporządkowane (kierunkowe) – polegają na tym, że składniki skały są ułożone lub rozmieszczone w sposób regularny. Tekstury te sa wynikiem działania w czasie tworzenia się skały czynników takich jak ruch magmy, ciśnienie kierunkowe. Uporządkowanie składników nie zawsze jest widziane makroskopowo, szczególnie w skałach o strukturze afanitowej (skrytokrystalicznej). Podział tekstur uporządkowanych może być oparty na kryteriach geometrycznych lub genetycznych. Ponieważ określenie przyczyny wywołującej orientację składników skały często jest niemożliwe, zwłaszcza podczas makroskopowych badań próbek skalnych, więc tylko w miarę możliwości podajemy przyczyny ich powstania.
  - tekstury równoległe – polegają na tym, że składniki o płaskich lub wydłużonych kształtach ułożone są w przybliżeniu równolegle do siebie lub grupują się w równoległe zespoły. Zespoły te maja postać zorientowanych soczewek lub smug, wyróżniających się składem mineralnym, strukturą i barwą. W skałach o strukturze afanitowej (skrytokrystalicznej) tekstury równoległe widoczne są makroskopowo jedynie w postaci barwnych smug. Smugi te mogą jednak być zjawiskiem wtórnym np. wynikiem wietrzenia i dlatego bez użycia mikroskopu rzadko można stwierdzić teksturę równoległą. Tekstury równoległe obserwuje się we wszystkich typach skał magmowych, choć częściej skały te mają tekstury bezładne lub makroskopowo bezładne. Tekstury równoległe są rezultatem płynięcia lawy w czasie krzepnięcia, krystalizacji w warunkach ciśnienia kierunkowego, czasem niejednorodności krzepnącej magmy.

Tekstura równoległa powstająca w wyniku płynięcia magmy podczas krzepnięcia nosi nazwę tekstury fluidalnej. Niekiedy nosi ona charakterystyczne zakłócenia równoległej orientacji, powstające wskutek zawirowań w płynącej magmie; taka tekstura powstaje zwłaszcza w skałach wulkanicznych, choć spotykana jest również w innych skałach magmowych.
Tekstury równoległe mają znaczenie przy ustalaniu genezy skał magmowych. Przy ich pomocy w badaniach terenowych odczytuje się tektonikę masywów tych skał, zwłaszcza masywów plutonicznych.
Pod względem ich wykształcenia tekstury równoległe dzieli się na:
- -     - teksturę linijną (liniowo–równoległą), polegającą na tym, że wydłużone kryształy lub wrzecionowate agregaty mineralne ułożone są równolegle do siebie. Tekstura ta jest jednym z przypadków lineacji.
    - teksturę płaską (płasko-równoległą) = foliacja, występującą tam, gdzie minerały blaszkowate, tabliczkowe lub słupowe bądź płaskie agregaty mineralne ułożone są większymi wymiarami równolegle do wspólnej płaszczyzny. Tekstura płaska polegająca na tym, że minerały zgrupowane są w równoległych smugach o różnym składzie lub strukturze bywa nazywana
    - teksturą smugową. Jeżeli tekstura smugowa wykształcona jest bardzo wyraźnie i regularnie, stanowi ona przejście do laminacji. Jest teksturą przejściową między laminarną i wstęgową

  - tekstury kuliste powstają wówczas, gdy krystalizacja nie jest równomierna w całej masie magmy, lecz skupia się wokół pierwotnie wydzielonych centrów, które stopniowo rozszerzają się we wszystkich kierunkach. Wśród tekstur kulistych możemy wyróżnić dwa typy:
    - teksturę sferolityczną (promienistą), polegającą na tym, że wokół centrów ułożone są promieniście składniki pręcikowe. Noszą one nazwę sferolitów i ze względu na małe rozmiary tylko wyjątkowo są rozpoznawalne makroskopowo. Ta tekstura spotykana w niektórych skałach wulkanicznych ulegających odszkleniu.
    - tekstura sferoidalna, w której wokół centrów minerały układają się koncentrycznie, w przybliżeniu kulistymi powłokami o nieco odmiennym składzie. Tekstury te widzimy na przełamie skał zwykle w postaci współśrodkowych, kolistych lub owalnych pasów, różniących się barwą i składem mineralnym. Zwykle sąsiednie pasy różnią się zwłaszcza zawartością minerałów ciemnych. Tekstury te są stosunkowo rzadkie, spotykane są tylko w skałach głębinowych.

Pod względem stopnia wypełnienia przestrzeni skalnej tekstury dzielą się na:
- teksturę zbitą (masywną), gdy minerały wypełniają ściśle całą przestrzeń skały, nie pozostawiając między sobą żadnych wolnych miejsc (porów, próżni). Tekstura taka jest charakterystyczna dla skał plutonicznych i żyłowych, spotykana jest też w skałach wulkanicznych.
- tekstury porowate charakteryzują się tym, że w skale pozostały wolne miejsca, nie zapełnione podczas krystalizacji magmy. W porach były uwięzione pęcherzyki gazów. W zależności od kształtu tych porów tekstury porowate dzielą się na:
  - miarolityczne, gdy po gazach pory są kanciaste, ograniczone ścianami kryształów. Pory takie nazywamy miarolami. Teksturę miarolityczną spotykamy w skałach plutonicznych i żyłowych, które krystalizowały z magm obfitujących w gazy.
  - pęcherzykowate, polegające na tym, że pozostałe w skale pory po pęcherzykach gazowych są kuliste lub elipsoidalne. Teksturę pęcherzykowatą, w której jest tak dużo pęcherzyków, że oddzielają je tylko cienkie ścianki skalne nazywamy.
  - gąbczastą.
  - Tekstury pęcherzykowate powstają podczas gwałtownego wydzielania się gazów z magmy wskutek spadku ciśnienia towarzyszącego wydobywaniu się jej na powierzchnię. Tekstury te są charakterystyczne dla skał wulkanicznych. W skałach o teksturze pęcherzykowatej pęcherzyki gazów nie zdążyły ujść z płynnej lawy na skutek jej dużej lepkości. Gdy zawierająca je lawa płynęła podczas zastygania, to pęcherzyki ulegały wyciągnięciu w kierunku płynięcia i wyrażają fluidalną teksturę skały.

W skałach o teksturze porowatej bardzo często obserwujemy występowanie minerałów wtórnych, które całkowicie lub częściowo wypełniają wolne przestrzenie. Pory mogą być wypełnione kwarcem, chalcedonem, kalcytem, hematytem, zeolitami, chlorytem i innymi minerałami. Wypełnienia te zwykle bardzo wyraźnie różnią się od skały barwą, strukturą, składem mineralnym – mówimy wtedy o teksturze migdałowcowej.

### Tekstury specjalne
Są to tekstury charakterystyczne najczęściej dla niektórych typów skał. Wiele z nich jest też zamiennie nazywanych strukturami skał, gdyż sposób zorientowania elementów jest tutaj często równie ważny, jak ich sposób wykształcenia.
Wyróżniane są m.in.:
- tekstura ofitowa – wydłużone ziarna plagioklazu z przestrzenią pomiędzy nimi wypełnioną przez kseromorficzne ziarna piroksenu. Całość na przekroju układa się niekiedy we wzory przypominające trójkąty. Charakterystyczna dla gabra. Dzieli się na:
  - teksturę ofitowa właściwą,
  - tekstura subofitową,
  - teksturę interstycjalną
  - teksturę intersertalną lub teksturę intergranularną
- tekstura mikropegmatytowa, tekstura granofirowa – kryształy skalenia są poprzerastane zorientowanymi kryształami kwarcu; makroskopowo rozróżniane są:
  - tekstura pismowa (tekstura hieroglifowa – w odróżnieniu od tekstury hieroglifowej skał osadowych) – przerastające kryształy kwarcu są zorientowane, przypomina to pismo klinowe (hieroglify)
  - tekstura pegmatytowa – różne generacje minerałów, minerały krystalizujące później mają zniekształcone kształty bo korzystają tylko z przestrzeni pozostawionej przez poprzednie (dla pegmatytów typowe są występujące w masywie pęcherze gazowe lub wypełnione roztworami, stopniowo wypełniane przez powstające z nich kryształy),
- tekstura poikilitowa – kryształy krystalizujące wcześniej, mniejsze, zostały uwięzione i przetykają kryształy większe, krystalizujące z magmy później, lecz szybko
- tekstura felsytowa (tekstura szklista) – mikrokryształy widoczne wśród szkliwa
- tekstura trachitowa – mikrolity ciasta skalnego opływają kryształy sanidynu

Czasami w takiej pustce można znaleźć piękne i duże kryształy minerałów wtórnych np. ametystu. Te częściowo lub całkowicie wypełnione wolne przestrzenie o kształtach okrągłych lub owalnych nazywamy – geodami.
Określenie tekstury jest jednym z elementów, który pozwala na wyciągnięcie wniosków o sposobie i warunkach powstania badanej skały.

## Tekstura skał osadowych

### Skały okruchowe
Pod pojęciem tekstury rozumiemy w skale okruchowej sposób rozmieszczenia i ułożenia składników, a w skałach zwięzłych, wzajemny stosunek ilościowy składników okruchowych i spoiwa oraz stopień wypełnienia przez nie przestrzeni w skale.
Podział ze względu na rozmieszczenie składników:
- tekstura bezładna
- tekstura uporządkowana – uporządkowanie polega najczęściej na określonym sposobie warstwowania (możliwe jest do określenia tylko w dużych okazach lub w terenie).

Stosunek ilościowy materiału okruchowego do spoiwa może być bardzo różny. Dwa skrajne przypadki reprezentują: spoiwo typu kontaktowego; gdzie okruchy skalne są blisko siebie, jest ich bardzo dużo a spoiwa jest niewiele (i tylko łączy ze sobą okruchy) – o teksturze takiej skały mówimy, że jest to t. zbita oraz spoiwo masy wypełniającej: gdzie okruchów skalnych jest niewiele a masa spoiwa właściwie tworzy skałę – o teksturze takiej skały mówimy, że jest ona teksturą porowatą.

#### Tekstury lub struktury sedymentacyjne
Pod tą nazwą rozumiemy przestrzenne ułożenie składników osadu powstałe w czasie sedymentacji: różne typy warstwowań, niektóre typy śladów i hieroglifów. Do tekstur sedymentacyjnych zaliczamy też tekstury powstałe już po osadzeniu osadu takie jak: pogrązy piaszczyste, zaburzenia spływowe wywołane spływaniem lub spełzywaniem luźnego osadu oraz zjawiska związane z wczesną diagenezą osadu.
Zjawiska wymienione pod nazwą tekstur sedymentacyjnych opisywane są często jako struktury sedymentacyjne. Różnica ta wynika z odwrotnego znaczenia nadawanego przez różnych autorów pojęciom struktury i tekstury.
Ze względu na sposób i miejsce występowania w stosunku do powierzchni ławic i warstw, tekstury sedymentacyjne dzielą się na trzy grupy:
- tekstury wewnątrzławicowe – widoczne najlepiej na przekrojach prostopadłych do powierzchni warstw i ławic (np. warstwowania, kanały mułojadów).
- ślady – tekstury widoczne na górnych powierzchniach warstw i ławic, będące śladami utworzonymi na powierzchni dna zbiornika (np. zmarszczki, pręgi, ślady pełzania organizmów).
- hieroglify – tekstury widoczne na dolnych powierzchniach warstw i ławic. Hieroglify powstają wtedy, gdy powierzchnia jakiegoś osadu ze śladami zostanie pokryta warstwą osadu piaszczystego, który wypełnia ich ślady i tworzy „negatyw”. W osadach kopalnych hieroglify znajdowane są znacznie częściej niż ślady.

Pod względem genetycznym tekstury sedymentacyjne dzielą się na:
- t. pochodzenia mechanicznego, które powstają pod wpływem działania prądów, falowania... oraz
- t. pochodzenia organicznego w których zaznaczone zostały wszelkie przejawy czynności życiowych organizmów, w teksturze osadów (np. żerowanie, postój, zmiana miejsca pobytu).

## Teksturaskał metamorficznych

### Podział ze względu na stopień uporządkowania składników
- tekstura bezładna – w warunkach metamorfizmu regionalnego tworzy się w głębokiej strefie metamorfizmu (kata), gdzie panuje ciśnienie typu hydrostatycznego. Nie ma tu składnika porządkującego teksturę.
- tekstury kierunkowe (uporządkowane) – powstają w pozostałych strefach metamorfizmu, gdzie w trakcie przeobrażeń działa z reguły ciśnienie kierunkowe (stress).

Uporządkowanie tekstury zależy od ciśnienia, przebiegu metamorfozy oraz od tekstury skały pierwotnej. Tekstury kierunkowe skał metamorficznych należą z reguły do typu tekstur równoległych.
- - tekstury równoległe – składniki o płaskich lub wydłużonych kształtach ułożone są w przybliżeniu równolegle do siebie lub grupują się w równoległe zespoły. Są rezultatem płynięcia lawy w czasie krzepnięcia, krystalizacji w warunkach ciśnienia kierunkowego, czasem niejednorodności krzepnącej magmy.
    - tekstura linijna (liniowo–równoległa) – wydłużone blasty ułożone są równolegle do siebie. Tekstura ta jest szczególnym przypadkiem lineacji, o której mówimy we wszystkich przypadkach występowania w dowolnej skale jakiejkolwiek cechy zorientowanej liniowo.
    - tekstura płaska (płasko-równoległa) = foliacja – najczęstszy typ tekstury skał metamorficznych. Występuje w dwóch rodzajach:
      - laminacja – obecność w skale wzajemnie równoległych płaskich partii o różnym składzie lub strukturze. Istotą jej jest rozmieszczenie składników (regularne, naprzemianległe laminy).
      - t. soczewkowata – nieciągłe soczewki

    - t. łupkowa – w skałach odznaczających się przewagą minerałów blaszkowych foliacja jest doskonale wykształcona. Skały o tej teksturze charakteryzują się zdolnością do łatwego pękania w kierunku równoległym do kierunkowości teksturalnej.
    - t. gnejsowa – równolegle są ułożone minerały płytkowe i w tym samym kierunku są wydłużone pozostałe minerały. Często towarzyszy jej laminacja. Ta tekstura występuje w skałach o dużej ilości blastów izometrycznych (skaleni).

- Pod względem wypełnienia przestrzeni skalnej tekstury skał metamorficznych są zawsze masywne.
- Tekstury kierunkowe skał metamorficznych mają znaczenie nie tylko dla ustalania ich nazwy i genezy, ale też dla studiowania tektoniki.